# Essener Verbund der Immigrantenvereine
Der Essener Verbund der Immigrantenvereine e.V. wurde im Jahre 2000 gegründet. Als Dachverband sind ihm derzeit 74 Migrantenselbstorganisationen aus über 20 Nationen angeschlossen.
Den Vorsitz des Vereines übt Muhammet Balaban aus. Als Kooperationspartner der Stadt Essen erhält der Verbund eine institutionelle Förderung mit der Zielsetzung, kulturelle, soziale und migrationspolitische Maßnahmen seiner Mitgliedsvereine zu unterstützen.

## Geschichte
Auf Initiative des Ausländerbeirates der Stadt Essen, heute Integrationsrat, wurde am 23. November 2000 der Verbund Immigrantenvereine in Essen e.V. gegründet. Mit Beschluss der Mitgliederversammlung vom 7. Mai 2005 wurde der Vereinsname auf Essener Verbund der Immigrantenvereine e.V. geändert. Damit sollte die Zugehörigkeit zur Stadt Essen bekräftigt werden. 
Zu den Gründungsmitgliedern zählten folgende Migrantenselbstorganisationen:
- Förderverein ETHNO-ART-RUHR e.V.
- Türkische Gemeinde Essen-Ruhr e.V.
- Verein Türkischer Elternverband in Essen und Umgebung e.V.
- Verein zu Förderung ausländischer Kinder und Jugendlicher e.V.
- Türkisch-Islamischer Kulturverein e.V.
- Aserbaidschanisches Haus e.V.
- Türkisch-Islamische Union e.V.
- Islamische Gemeinde Essen-Kupferdreh e.V.
- Islamischer Förderungsverein e.V.
- Kulturverein Türk.-Islam. Gemeinde Essen-Kray e.V.

Seit der Gründung des Essener Verbunds ist die Zahl der Mitglieder kontinuierlich gestiegen. 
Derzeit sind 74 Migrantenselbstorganisationen in dem Dachverband untergebracht. (Stand April 2014)

## Projekte
Neben der Unterstützung bei Projekten der Mitgliedsvereine, weiterer Organisationen und Institutionen führt der Essener Verbund der Immigrantenvereine e.V. ebenfalls selbstständig eigene Projekte durch. Diese sind zurzeit vor allem im Bereich der Jugend- und Elternbildung, Gewalt- und Kriminalprävention sowie Vermittlung von Jugendlichen in Ausbildung und Arbeit angesiedelt.

### Nicht ohne meine Eltern
Im Zeitraum vom 1. November 2009 bis 31. Dezember 2010 führte der Essener Verbund der Immigrantenvereine e.V. in enger Zusammenarbeit mit der Fachstelle Übergangsmanagement Schule-Beruf des Schulverwaltungsamtes der Stadt Essen das Projekt „Nicht ohne meine Eltern - Jugendliche mit Migrationshintergrund und ihre Eltern als Partner im Übergang Schule/Beruf/Studium“ durch.
Die Förderung des Projektes stammte aus Mitteln der Stadt Essen für das Konzept für die interkulturelle Arbeit. Wissenschaftlich wurde das Projekt durch die Sozialwissenschaftlerin Doris Beer begleitet.

### Aktive Teilhabe von Zuwandererfamilien an der Gewalt- und Kriminalprävention
Im Zeitraum vom 1. August 2009 bis zum 31. Dezember 2010 wurde das Projekt „Aktive Teilhabe von Zuwandererfamilien an der Gewalt- und Kriminalprävention“ mit Akteuren der Gewalt- und Kriminalprävention, relevanten Institutionen und Vertretern von Migrantenselbstorganisationen durchgeführt. Der Inhalt und das Ziel des Projektes war die Vertiefung des Dialoges und der Kooperation zwischen den Teilnehmern. Das Projekt wurde aus Mitteln des Ministeriums für Generationen, Familie, Frauen und Integration des Landes Nordrhein-Westfalen gefördert.

### Jugend.Start
Seit April 2008 führt der Essener Verbund der Immigrantenvereine e.V. das Projekt „jugend.start – Essener Jugendliche Migrantinnen und Migranten in Ausbildung und Arbeit“ durch. Ziel des Projektes ist die Verbesserung der beruflichen Situation von Jugendlichen mit Migrationshintergrund sowie die Integration der Jugendlichen in Ausbildung oder sozialversicherungspflichtiger Arbeit.
Das Projekt wird gefördert durch Mittel des Jobcenter Essen. Kooperationspartner ist die Agentur für Arbeit Essen.